# 라싸열
라싸열(Lassa熱, 영어: Lassa fever) 또는 라싸 출혈성 열(Lassa出血性熱, 영어: Lassa hemorrhagic fever, LHF)은 라싸 바이러스 감염에 의한 급성 발열성 출혈성 질환이다. 1969년 나이지리아 보르노 주 라싸 마을에서 처음 발생 보고가 이루어졌다. 라싸 바이러스는 아레나바이러스과(Arenaviridae)에 속한다. 에볼라 감염증과 마찬가지로 임상양상이 알려진 것은 수십년전이지만, 병원체가 알려진 것은 최근의 일이다.
라싸 바이러스의 동물숙주는 주로 사하라사막 이남 아프리카에 서식하는 나탈다유방쥐이다. 주민들이 곡식을 간수하는 저장고에 침입한 쥐의 대변과 소변에 접촉함으로써 전파되는 것으로 알려져 있다.

## 역학적 특징
주로 서부 아프리카에 위치한 시에라리온, 라이베리아, 기니아, 나이지리아에서 발생한다. 년간 30만~50만명이 감염되고 매년 5천명이 사망한다.. 시에라리온과 라이베리아에서는 매년 병원에 입원하는 환자의 10~16%가 라사열인 것으로 보고되어 지역의 주요한 보건문제가 되고 있다.
전파경로는 주로 상처에 쥐의 체액이 직접 접촉하거나 오염된 음식을 섭취하면서 발생하는 것으로 보이며 쥐의 체액이 에어로졸 형태화 되면서 공기전파도 가능한 것으로 알려져 있다. 이외에도 환자의 혈액이나 체액으로 오염된 옷, 침구류, 감염된 바늘 등을 통해 사람의 점막, 피부 상처의 직접 접촉을 통해서도 감염이 가능하다고 알려져 있다.
증상 시작 전 약 3주 이내에 유행지역을 여행한 경우 고위험군에 해당한다.

## 임상 양상
감염된 사람 중 80%는 증상이 없는 무증상 감염이며, 나머지 20%는 여러 장기에 침범한다. 노출 1~3주 후 발열, 흉골뒤통증, 인후염, 허리통증, 기침, 복통, 구토, 설사, 결막염, 단백뇨, 점막출혈, 신경학적 증상(청력 상실, 떨림, 뇌염) 등이 발생한다. 증상이 다양하고 비특이적이지만, 중증일 경우 출혈성 경향을 보이며 호흡부전과 함께 다발성 장기손상을 보여 증상 발생 2주 후 사망하게 된다. 가장 큰 후유증은 난청과 자연유산인데 청력이 손실되는 정도는 중증도와는 상관성이 없는 것으로 알려졌다. 입원환자의 15~20%에서 사망하지만 전체 라싸열 환자에서는 1%의 사망률을 보이며, 특히 3기 임신부에서 사망률이 높다.

## 진단방법
실시간 역전사 중합효소연쇄반응법(Real time Reverse Transcription-Polymerase Chain Reaction, Real time RT-PCR), 면역항체 검출검사(IgM ELISA, IgG ELISA 등), 항원 검출 검사(Antigen-capture ELISA 등)와 바이러스 분리 검사를 통해 진단할 수 있다.

## 예방
현재 예방할 수 있는 백신은 없으며, 유행지역을 방문할 경우 바이러스에 감염되지 않도록 주의가 필요하다. 환자가 발생된 후에는 환자의 체액과 가검물에 접촉, 노출되지 않도록 주의하며, 손 씻기 등 개인위생 수칙을 지켜야 한다.